# Anii 80 î.Hr.
Secole: Secolul al II-lea î.Hr. - Secolul I î.Hr. - Secolul I
Decenii: Anii 130 î.Hr. Anii 120 î.Hr. Anii 110 î.Hr. Anii 100 î.Hr. Anii 90 î.Hr. - Anii 80 î.Hr. - Anii 70 î.Hr. Anii 60 î.Hr. Anii 50 î.Hr. Anii 40 î.Hr. Anii 30 î.Hr.
Anii: 90 î.Hr. | 89 î.Hr. | 88 î.Hr. | 87 î.Hr. | 86 î.Hr. | 85 î.Hr. | 84 î.Hr. | 83 î.Hr. | 82 î.Hr. | 81 î.Hr. | 80 î.Hr.
Evenimente
- Are loc războiul social între Republica Romană și mai multe alte orașe aliate din Italia.